# Vladimír Lengvarský
Vladimír Lengvarský (ur. 18 sierpnia 1969 w Lewoczy) – słowacki wojskowy i lekarz, generał brygady, od 2021 do 2023 minister zdrowia.

## Życiorys
Absolwent Wojskowej Akademii Medycznej w Hradcu Králové. W 2008 uzyskał magisterium z zakresu zdrowia publicznego. Pracował jako lekarz wojskowy. Objął stanowisko naczelnego lekarza sił zbrojnych Słowacji. W styczniu 2020 prezydent Zuzana Čaputová mianowała go na stopień generała brygady. We wrześniu tegoż roku powołany na dyrektora centralnego szpitala wojskowego SNP Ružomberok.
W kwietniu 2021 z rekomendacji ugrupowania Zwyczajni Ludzie objął urząd ministra zdrowia w utworzonym wówczas gabinecie Eduarda Hegera. Ustąpił z tej funkcji w marcu 2023.